# 李章 (东汉)
李章（?—?），字第公。河内郡怀县（今河南省武陟县西南）人。东汉官员。
李章出身官宦世家，祖上五代官至二千石。李章学习《严氏春秋》，经明教授学生，历任州郡小吏。刘秀为大司马，平定河北，召李章为东曹属，多次跟随征伐。
汉光武帝即位，担任阳平县（今山东省莘县）县令。当时赵、魏豪强经常屯聚，清河郡大姓赵纲在县的边界建起坞壁，修缮甲兵，在当地作恶。李章到了之后，开设宴会，邀请赵纲。赵纲带文剑，穿着羽衣，随从武士百余人来到。李章与赵纲对饮，一会儿，亲手用剑斩赵纲，伏兵也全部杀死他的随从，接着飞马到坞壁，打败了他们，官民得到安宁。
李章转任千乘郡（治今山东省高青县东）太守，李章因诛杀盗贼太滥下狱。年内被任命为侍御史，出任琅邪郡（治今山东省诸城市）太守。北海安丘大姓夏长思反汉，囚禁太守处兴，据守营陵城。李章听说，即发兵千人，飞马攻打。掾史劝李章不要去：“二千石太守不得出郡界，兵不得擅发。”李章按剑大怒：“逆贼无礼，囚禁郡守，怎么能忍！如果因为讨贼获罪而死，我也不后悔。”于是引兵到安丘城（治今山东省安丘县）下，募勇敢之人烧城门，与夏长思作战，将他斩杀，获三百余人首级，得牛马五百余头后回去。处兴回到北海郡（治营陵，今山东省潍坊市西南），报告给皇帝，李章以所得犒劳官吏士兵。因丈量田亩不实，被朝廷召回，因为李章有功，改为到边地戍守。一月后免刑，回家。再次征召，正好李章病卒。

## 延伸阅读
[在维基数据编辑]
 《後漢書/卷77》，出自范晔《後漢書》